# Journal de Paris

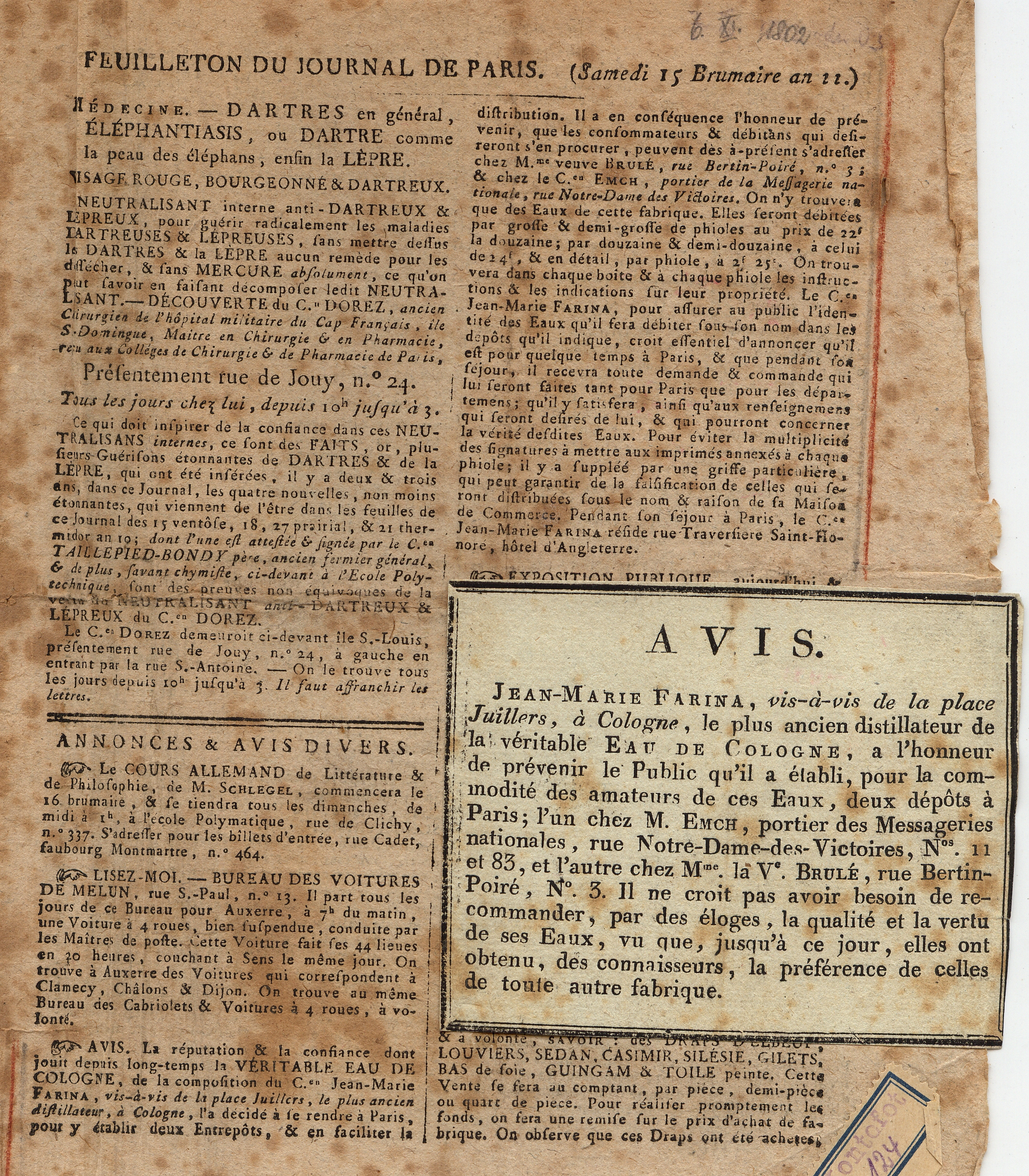
Journal de Paris, pagina del 6 novembre 1802; ingrandito un avviso di Giovanni Maria Farina

Il Journal de Paris (noto anche come Poste de Paris o Poste du soir) è stato il primo quotidiano stampato in Francia. Fondato da Antoine-Alexis Cadet de Vaux, Corrancez e Dussieux, traeva ispirazione dal London Evening Post. Le sue pubblicazioni, iniziate nel 1777, si protrassero fino al 1840. Stampato dal tipografo Quillau, aveva un formato in-4° (formato utilizzato anche per i libri dell'epoca).

## Descrizione
Il giornale si occupava di notizie culturali (letterarie e teatrali) e di cronaca (con particolare risalto agli avvenimenti e ai personaggi parigini). Forniva anche notizie meteorologiche, i risultati della lotteria e altri contenuti "di contorno". Degna di menzione una rubrica dedicata alle malattie e all'igiene.
Il quotidiano ottiene grazie alla sua forte innovatività un notevole riscontro di pubblico: nel 1790 raggiunge una tiratura di 12000 copie.
Con l'avvento della rivoluzione gli articoli di taglio politico occupano una posizione di primo piano nel giornale. Il giornale pubblicava delle accurate relazioni delle principali assemblee politiche; i montagnardi tuttavia, ritenendo pericolosa la diffusione di queste informazioni distrussero la tipografia del giornale il 10 agosto del 1792. Il quotidiano poté ritornare a pubblicare solo nel mese di dicembre di quell'anno.
Il Journal assorbì nel 1811 il "Courrier de l'Europe". In seguito divenne l'organo di stampa ufficiale di re Carlo X.